# 佐賀県道325号吉田鶴線
佐賀県道325号吉田鶴線（さがけんどう325ごう よしだつるせん）は、佐賀県神埼郡吉野ヶ里町から神埼市に至る一般県道である。

## 概要
神埼郡吉野ヶ里町吉田から神埼市神埼町鶴に至る。吉野ヶ里遺跡の近くを通る。

### 路線データ
- 起点：佐賀県神埼郡吉野ヶ里町吉田（鳥ノ隈南交差点、国道385号交点、佐賀県道334号吉野ヶ里公園線起点）
- 終点：佐賀県神埼市神埼町鶴（鶴交差点、佐賀県道21号三瀬神埼線交点、佐賀県道269号若宮鶴線終点）

## 路線状況

### 道路施設

#### 橋梁
- 吉野ヶ里橋（田手川、神埼郡吉野ヶ里町）
- 馬郡橋（三本松川、神埼市）

## 地理

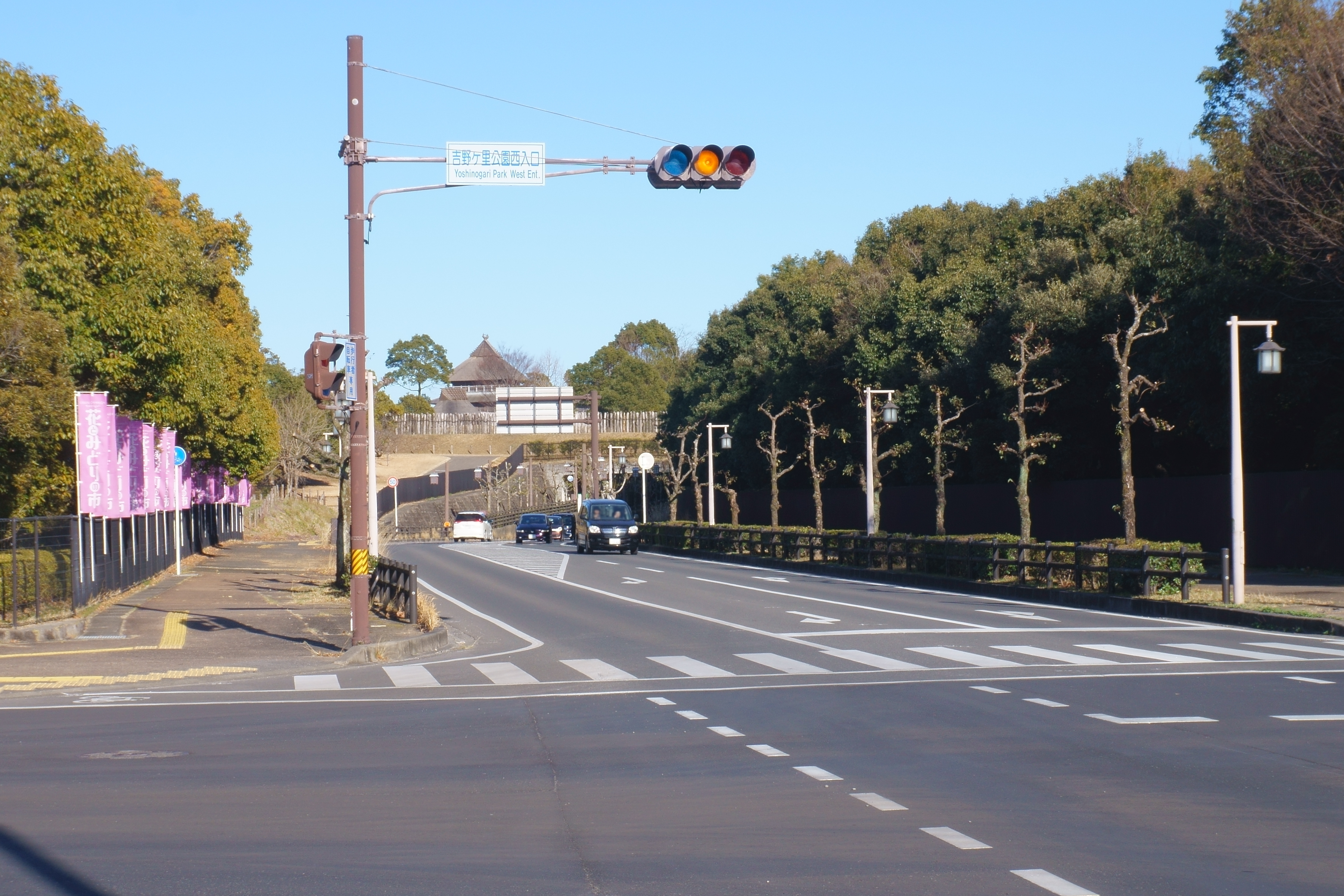
吉野ヶ里公園西入口交差点・トンネル方面

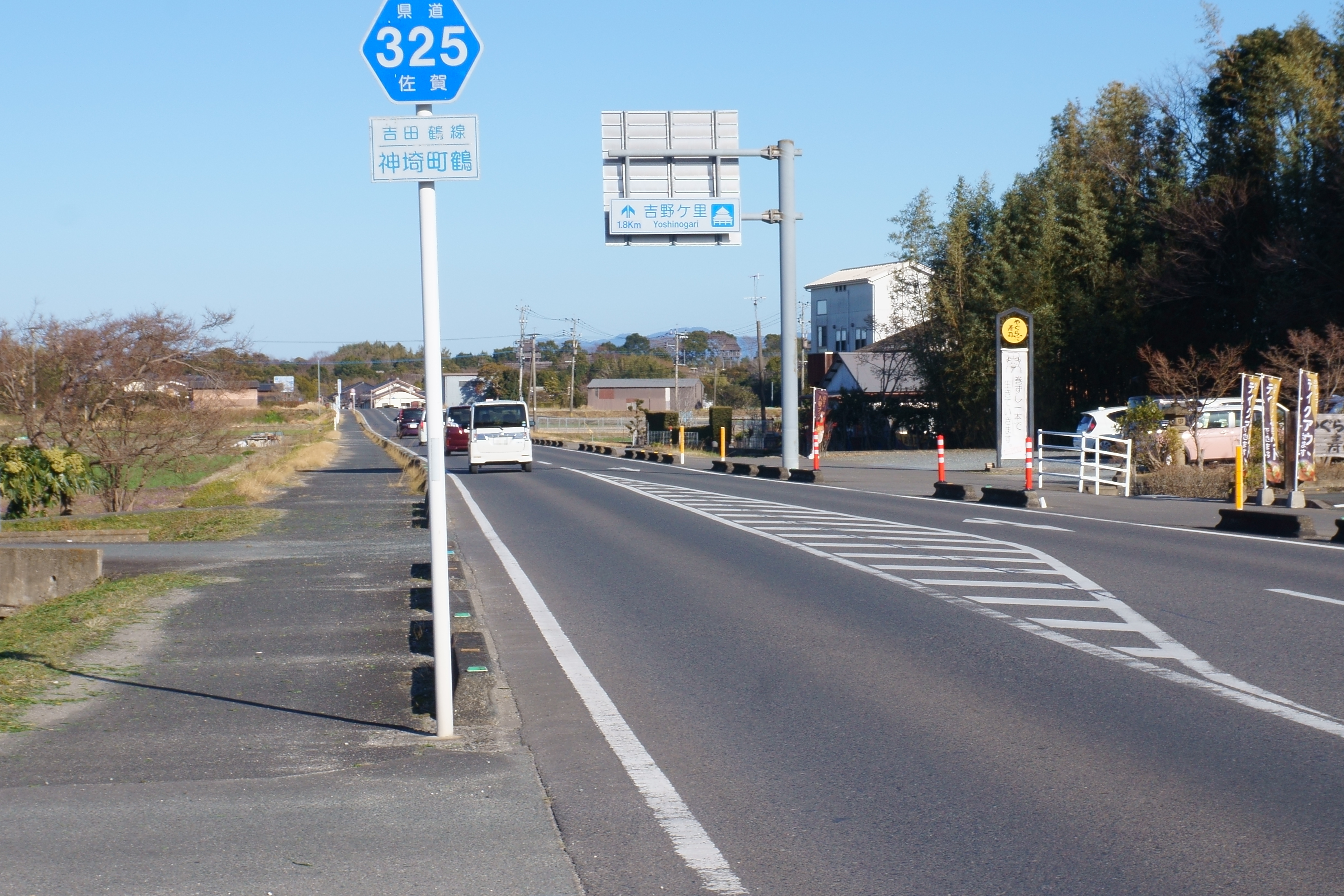
神埼町鶴東

### 通過する自治体
- 神埼郡吉野ヶ里町
- 神埼市

### 交差する道路
| 交差する道路                                 | 市町村名 | 市町村名   | 交差する場所 | 交差する場所          |
| -------------------------------------------- | -------- | ---------- | ------------ | --------------------- |
| 国道385号 佐賀県道334号吉野ヶ里公園線        | 神埼郡   | 吉野ヶ里町 | 吉田         | 鳥ノ隈南交差点 / 起点 |
| 佐賀県道21号三瀬神埼線 佐賀県道269号若宮鶴線 | 神埼市   | 神埼市     | 神埼町鶴     | 鶴交差点 / 終点       |

### 沿線
- JR九州長崎本線 吉野ヶ里公園駅（起点付近）
- 吉野ヶ里遺跡（吉野ヶ里歴史公園）